# IPad Air 2
iPad Air 2 là máy tính bảng iPad Air thế hệ thứ hai được Apple Inc. thiết kế, phát triển và đưa ra thị trường. Nó được công bố vào ngày 16 tháng 10 năm 2014 cùng với sản phẩm iPad Mini 3, cả hai đều được phát hành vào ngày 22 tháng 10 năm 2014. iPad Air 2 mỏng hơn và nhanh hơn so với sản phẩm tiền nhiệm của nó, iPad Air, giới thiệu tính năng mới Touch ID. iPad Air 2 có thiết kế, chiều cao và kích thước màn hình tương tự như iPad Air.
iPad Air 2 đã bị ngừng sản xuất vào ngày 21 tháng 3 năm 2017. Sản phẩm kế tiếp của nó là iPad Air thế hệ thứ ba, được phát hành vào ngày 18 tháng 3 năm 2019.

## Lịch sử
iPad Air 2 đã được công bố trong một sự kiện vào ngày 16 tháng 10 năm 2014 và là chiếc iPad đầu tiên có Touch ID. Chủ đề của sự kiện là "nó đã quá dài". Air 2 bắt đầu đến các cửa hàng bán lẻ vào ngày 22 tháng 10 năm 2014. Khẩu hiệu cho thiết bị là  Change Is in the Air.  Với việc phát hành iPad Pro mới, khẩu hiệu cho thiết bị được đổi thành  Light. Heavyweight. 

## Đặc điểm

### Phần mềm
iPad Air 2 được cài đặt sẵn iOS 8 và bao gồm một phiên bản Apple Pay với chức năng NFC in-store đã bị loại bỏ. Cảm biến Touch ID đi kèm cho phép người dùng thanh toán cho các mặt hàng trực tuyến mà không cần nhập chi tiết thẻ của người dùng.

### Hardware

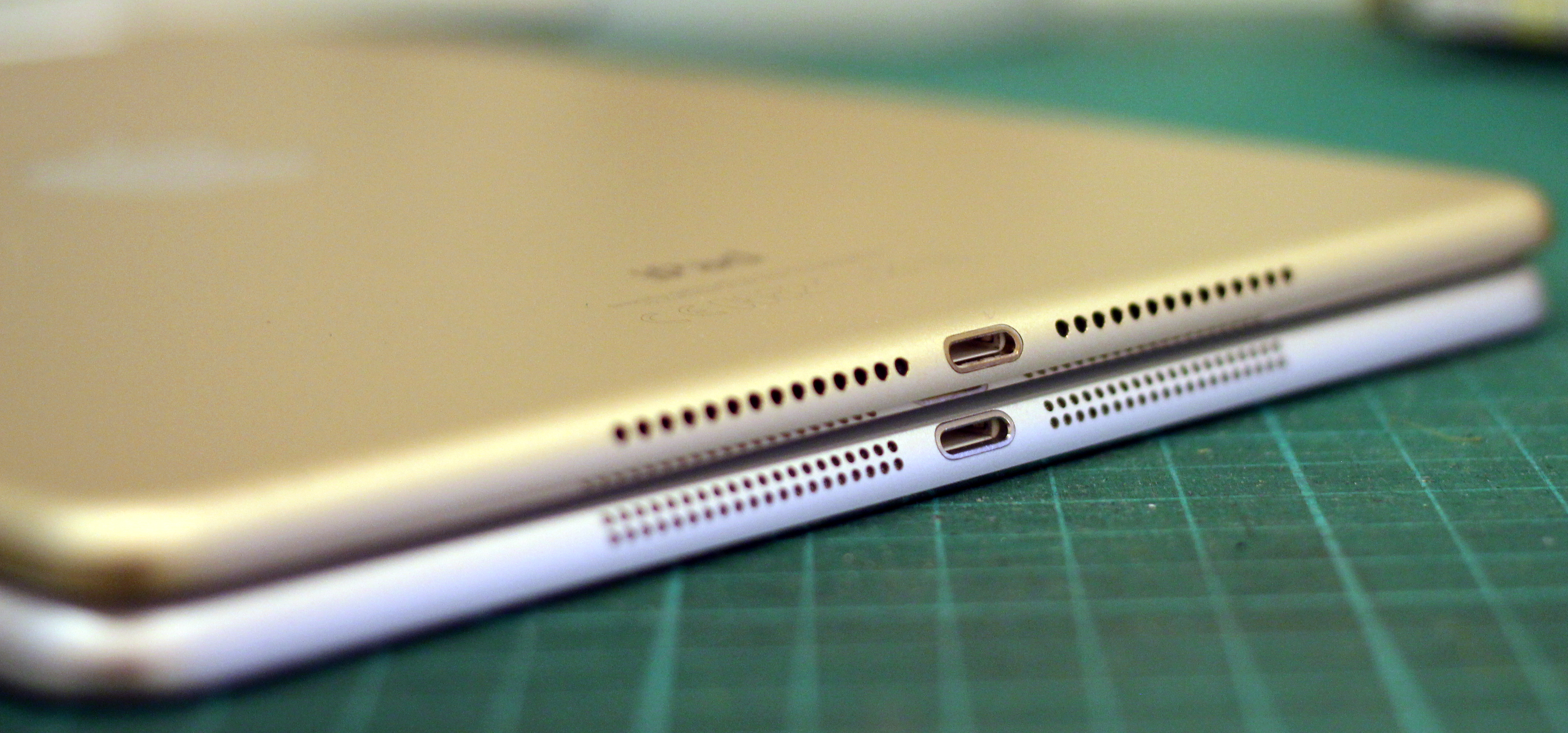
iPad Air 2 (trên) là 6.1mm so sánh với iPad Air 7.5mm (dưới)

iPad Air 2 thừa hưởng phần cứng tương tự iPhone 6 và iPhone 6 Plus với sự thay đổi lớn về bộ xử lý so với Apple A8X, biến thể 3 nhân cao cấp của Apple A8. iPad Air 2 có 2 GB RAM (biến iPad Air 2 trở thành thiết bị iOS đầu tiên có RAM hơn 1 GB) và GPU PowerVR 8 nhân. Nó cũng sử dụng bộ đồng xử lý chuyển động Apple M8 có áp kế và là thế hệ đầu tiên của iPad thừa hưởng cảm biến vân tay Touch ID  từ iPhone. Ngoài ra, so với iPad Air, nó bao gồm một camera phía sau 8 megapixel (3264 × 2448) được cải tiến với chế độ chụp liên tục 10 fps và video slow motion ở tốc độ 120 khung hình/giây, tương tự như camera của iPhone 5S. Camera FaceTime HD ở mặt trước cũng đã được cải tiến với khẩu độ ƒ/2.2 lớn hơn, cho phép thu được ánh sáng nhiều hơn 81%. Apple đã thêm tùy chọn màu vàng cho các lựa chọn màu xám không gian và bạc hiện có cho iPad Air 2, các màu hiện có trước đây đã được sử dụng trên iPad Air trước đó.
Không giống như những người tiền nhiệm iPad của nó, cần gạt tắt tiếng/khóa xoay đã được loại bỏ để giảm độ mỏng. Thay vào đó, người dùng phải sử dụng đến Trung tâm điều khiển để truy cập các chức năng này.
Nó có pin nhỏ hơn một chút so với iPad Air, mặc dù Apple tuyên bố thời lượng pin 10 giờ như trước đây. iPad Air 2 có sẵn trong các tùy chọn lưu trữ 16, 32, 64 hoặc 128  GB mà không có tùy chọn lưu trữ mở rộng. Apple đã phát hành một "bộ kết nối máy ảnh" với đầu đọc thẻ SD, nhưng nó chỉ có thể được sử dụng để chuyển ảnh và video sang iPad.

## Timeline
| Dòng thời gian của các mẫu iPad |
| ------------------------------- |
|                                 |

Nguồn: Apple Newsroom Archive.